# Emesis diogenia
Emesis diogenia är en fjärilsart som beskrevs av Prittwitz 1865. Emesis diogenia ingår i släktet Emesis och familjen Riodinidae. Inga underarter finns listade i Catalogue of Life.